# Carey Price
Carey Price (* 16. srpna 1987, Anahim Lake, Britská Kolumbie, Kanada) je kanadský hokejový brankář hrající v týmu Montreal Canadiens v severoamerické lize NHL.

## Kariéra
Poté, co byl Price draftován Montrealem Canadiens, tak pokračoval v juniorské lize WHL za Tri-City Americans. Ve své poslední sezóně ve WHL (2006-07) získal Del Wilson Trophy pro nejlepšího brankáře WHL a byl jmenován do prvního All-Star Teamu WHL a vyhrál cenu CHL Goaltender of the Year pro nejlepšího brankáře celé CHL, která sdružuje nejelitnější juniorské ligy Kanady.
Poté, co v roce 2007 podepsal s Montrealem tříletý nováčkovský kontrakt, tak začal nastupovat v nižší severoamerické lize AHL za Hamilton Bulldogs. K Hamiltonu se připojil na poslední tři zápasy základní části a poprvé nastoupil 13. dubna 2007 proti Grand Rapids Griffins a byl hned jmenován první hvězdou zápasu, když zastavil 27 z 28 střel. Price vedl Bulldogs i v playoff a připsal si 15 vítězství a šest porážek. V prvním zápase finále vychytal čisté konto. Následně vyhrál Jack A. Butterfield Trophy pro nejužitečnějšího hokejistu playoff Calder Cupu a stal se nejmladším hráčem, který tuto trofej získal.
Před sezónou 2007-08 byl potvrzen v sestavě Canadiens. Debutoval 10. října 2007 proti Pittsburghu Penguins a při výhře 3:2 chytil 26 střel. Po prvním měsíci v NHL mu byl udělen Molson Cup za měsíc říjen, který je udělován hráči, který byl nejčastěji vybrán jako první hvězda zápasu. Ačkoliv byl uprostřed sezóny, během ledna přeřazen do Hamiltonu v AHL, tak byl po měsíci povolán zpět aby mohl v klubu plnit roli prvního brankáře, poté co byla před přestupovou uzávěrkou vyměněna dosavadní brankářská jednička Cristobal Huet do Washingtonu Capitals. Následně byl Price jmenován nováčkem měsíce března a hvězdou týdne NHL za první týden v dubnu 2008. Pomohl Canadiens k prvnímu místu ve východní konferenci, což se týmu povedlo poprvé od sezóny 1991-92. Price po základní části vyhrál většinu statistik nováčků-brankářů.
Vstup do playoff proti Bostonu Bruins začal Price vychytaným čistým kontem při vítězství 1:0, což jako nováček Canadiens dokázal naposledy Patrick Roy v roce 1986. Další čisté konto vychytal v sedmém zápase a postoupili tak do dalšího kola, ve kterém vypadli s Philadelphií Flyers.
Po úspěšném začátku sezóny 2008-09, kdy získal svůj druhý Molson Cup za měsíc listopad, si 30. prosince 2008 zranil kotník, kvůli čemuž chyběl skoro měsíc, během kterého byl zvolen jako první brankář do NHL All-Star Game 2009 v Montrealu společně se svými spoluhráči Alexejem Kovaljovem, Andrejem Markovem a Mikem Komisarkem. Když se 20. ledna 2009 vrátil na led, tak byl při porážce 2:4 proti Atlantě Thrashers střídán náhradníkem Jaroslavem Halákem. Do playoff se kvalifikovali z osmého místa ve východní konferenci a v prvním kole hráli s Bostonem Bruins, se kterým vypadli už po čtyřech zápasech. Během posledního utkání prvního kola v Bell Centru, v Montrealu diváci sarkasticky tleskali ve stoje.
Price během sezóny 2009-10 vychytal pouze 13 vítězných zápasů a před playoff ho na pozici jedničky týmu nahradil Jaroslav Halák, který chytal za Canadiens i v playoff, do kterého se dostali z osmého místa. Canadiens se dostali až do finále východní konference, poté co porazily oba favority na Stanley Cup – Washington Capitals a Pittsburgh Penguins, ale Price chytal pouze ve čtyřech zápasech. Vrcholem sezóny pro Price bylo utkání 4. prosince 2009, v němž chytil 37 z 38 střel při vítězství 5:1 nad Bostonem Bruins, ve kterém Canadiens slavili 100 let své existence.
V létě 2010 se Price i Halák stali omezeně volnými hráči, což rozhořelo debaty o tom, jestli zůstane hrdina posledního playoff Halák a nebo mladší Price. Po týdnech spekulací v médiích si Canadiens vybrali Price a Haláka vyměnili do St. Louis Blues a s Pricem prodloužili smlouvu o 2 roky na 5,5 milionu USD (asi 110 miliónů kč). V roce 2017 podepsal osmiletý kontrakt na 10,5 milionu USD.

## Individuální úspěchy
- Nejlepší brankář na MSJ – 2007
- Nejužitečnější hráč na MSJ – 2007
- Jack A. Butterfield Trophy – 2006/07
- CHL 1. All-Star Team – 2006/07
- CHL Goaltender of the Year – 2006/07
- Del Wilson Trophy – 2006/07
- NHL All-Rookie Team – 2007/08
- NHL All-Star Game – 2009, 2010
- William M. Jennings Trophy - 2014/15
- Vezina Trophy 2015
- Ted Lindsay Award 2015
- Hart Memorial Trophy 2015
- NHL First All-Star Team 2015
- Lou Marsh Trophy 2015
- Lionel Conacher Award 2015

## Týmové úspěchy
- Stříbrná medaile na MS do 17 let – 2004
- Stříbrná medaile na MS do 18 let – 2005
- Zlatá medaile na MSJ – 2007
- Calderův pohár – 2006/07
- Clarence S. Campbell Bowl NHL - vítěz západní konference - 2021

## Prvenství
- Debut v NHL - 10. října 2007 (Pittsburgh Penguins proti Montreal Canadiens)
- První inkasovaný gól v NHL - 10. října 2007 (Pittsburgh Penguins proti Montreal Canadiens, americkým útočníkem Ryan Whitney)
- První vychytaná nula v NHL - 16. února 2008 (Montreal Canadiens proti Philadelphia Flyers)

## Statistiky

### Základní části
| Sezona       | Tým                        | Liga         | Z   | V   | P   | R/Pvp | MIN    | OG    | ČK | POG  | %ChS |
| ------------ | -------------------------- | ------------ | --- | --- | --- | ----- | ------ | ----- | -- | ---- | ---- |
| 2002–03      | Quesnel Millionaires       | BCHL         | 18  | —   | —   | —     | —      | —     | —  | 2.70 | —    |
| 2002–03      | Williams Lake TimberWolves | BCHL         | 18  | —   | —   | —     | 1,050  | 48    | 1  | 2.74 | —    |
| 2002–03      | Tri-City Americans         | WHL          | 1   | 0   | 0   | 0     | 20     | 2     | 0  | 6.00 | .857 |
| 2003–04      | Tri-City Americans         | WHL          | 28  | 8   | 9   | 3     | 1,363  | 54    | 1  | 2.38 | .915 |
| 2004–05      | Tri-City Americans         | WHL          | 63  | 24  | 31  | 8     | 3,712  | 145   | 8  | 2.34 | .920 |
| 2005–06      | Tri-City Americans         | WHL          | 55  | 21  | 25  | 6     | 3,072  | 147   | 3  | 2.87 | .906 |
| 2006–07      | Tri-City Americans         | WHL          | 46  | 30  | 13  | 1     | 2,722  | 111   | 3  | 2.45 | .917 |
| 2006–07      | Hamilton Bulldogs          | AHL          | 2   | 1   | 1   | 0     | 117    | 3     | 0  | 1.53 | .949 |
| 2007–08      | Hamilton Bulldogs          | AHL          | 10  | 6   | 4   | 0     | 581    | 26    | 1  | 2.69 | .896 |
| 2007–08      | Montreal Canadiens         | NHL          | 41  | 24  | 12  | 3     | 2,413  | 103   | 3  | 2.56 | .920 |
| 2008–09      | Montreal Canadiens         | NHL          | 52  | 23  | 16  | 10    | 3,036  | 143   | 1  | 2.83 | .905 |
| 2009–10      | Montreal Canadiens         | NHL          | 41  | 13  | 20  | 5     | 2,358  | 109   | 0  | 2.77 | .912 |
| 2010–11      | Montreal Canadiens         | NHL          | 72  | 38  | 28  | 6     | 4,206  | 165   | 8  | 2.35 | .923 |
| 2011–12      | Montreal Canadiens         | NHL          | 65  | 26  | 28  | 11    | 3,944  | 160   | 4  | 2.43 | .916 |
| 2012–13      | Montreal Canadiens         | NHL          | 39  | 21  | 13  | 4     | 2,249  | 97    | 3  | 2.59 | .905 |
| 2013–14      | Montreal Canadiens         | NHL          | 59  | 34  | 20  | 5     | 3,464  | 134   | 6  | 2.32 | .927 |
| 2014–15      | Montreal Canadiens         | NHL          | 66  | 44  | 16  | 6     | 3,977  | 130   | 9  | 1.96 | .933 |
| 2015–16      | Montreal Canadiens         | NHL          | 12  | 10  | 2   | 0     | 699    | 24    | 2  | 2.06 | .934 |
| 2016–17      | Montreal Canadiens         | NHL          | 62  | 37  | 20  | 5     | 3,709  | 138   | 3  | 2.23 | .923 |
| 2017–18      | Montreal Canadiens         | NHL          | 49  | 16  | 26  | 7     | 2,855  | 148   | 1  | 3.11 | .900 |
| 2018–19      | Montreal Canadiens         | NHL          | 66  | 35  | 24  | 6     | 3,881  | 161   | 4  | 2.49 | .918 |
| 2019–20      | Montreal Canadiens         | NHL          | 58  | 27  | 25  | 6     | 3,440  | 160   | 4  | 2.79 | .909 |
| 2020–21      | Montreal Canadiens         | NHL          | 25  | 12  | 7   | 5     | 1,479  | 65    | 1  | 2.64 | .901 |
| 2020–21      | Laval Rocket               | AHL          | 1   | 0   | 1   | 0     | 39     | 2     | 0  | 3.03 | .867 |
| 2021–22      | Montreal Canadiens         | NHL          | 5   | 1   | 4   | 0     | 298    | 18    | 0  | 3.63 | .878 |
| Celkem v NHL | Celkem v NHL               | Celkem v NHL | 712 | 361 | 261 | 79    | 42,006 | 1,755 | 49 | 2.51 | .917 |

### Play-off
| Sezona       | Tým                | Liga         | Z  | V  | P  | MIN   | OG  | ČK | POG  | %ChS |
| ------------ | ------------------ | ------------ | -- | -- | -- | ----- | --- | -- | ---- | ---- |
| 2003–04      | Tri-City Americans | WHL          | 8  | 5  | 3  | 470   | 19  | 0  | 2.43 | .906 |
| 2004–05      | Tri-City Americans | WHL          | 5  | 1  | 4  | 325   | 12  | 0  | 2.22 | .937 |
| 2005–06      | Tri-City Americans | WHL          | 5  | 1  | 4  | 302   | 12  | 0  | 2.39 | .896 |
| 2006–07      | Tri-City Americans | WHL          | 6  | 2  | 4  | 348   | 17  | 0  | 2.93 | .911 |
| 2006–07      | Hamilton Bulldogs  | AHL          | 22 | 15 | 6  | 1,314 | 45  | 2  | 2.06 | .936 |
| 2007–08      | Montreal Canadiens | NHL          | 11 | 5  | 6  | 648   | 30  | 2  | 2.78 | .901 |
| 2008–09      | Montreal Canadiens | NHL          | 4  | 0  | 4  | 219   | 15  | 0  | 4.11 | .878 |
| 2009–10      | Montreal Canadiens | NHL          | 4  | 0  | 1  | 135   | 8   | 0  | 3.56 | .890 |
| 2010–11      | Montreal Canadiens | NHL          | 7  | 3  | 4  | 455   | 16  | 1  | 2.11 | .934 |
| 2012–13      | Montreal Canadiens | NHL          | 4  | 1  | 2  | 239   | 13  | 0  | 3.26 | .894 |
| 2013–14      | Montreal Canadiens | NHL          | 12 | 8  | 4  | 739   | 29  | 1  | 2.35 | .919 |
| 2014–15      | Montreal Canadiens | NHL          | 12 | 6  | 6  | 752   | 28  | 1  | 2.23 | .920 |
| 2016–17      | Montreal Canadiens | NHL          | 6  | 2  | 4  | 388   | 12  | 0  | 1.86 | .933 |
| 2019–20      | Montreal Canadiens | NHL          | 10 | 5  | 5  | 606   | 18  | 2  | 1.78 | .936 |
| 2020–21      | Montreal Canadiens | NHL          | 22 | 13 | 9  | 1,342 | 51  | 1  | 2.28 | .924 |
| Celkem v NHL | Celkem v NHL       | Celkem v NHL | 92 | 43 | 45 | 5,522 | 220 | 8  | 2.39 | .919 |

### Reprezentace
| Rok                    | Tým                    | Soutěž                 | Z  | V  | P | R | MIN | OG | ČK | POG  | %ChS |
| ---------------------- | ---------------------- | ---------------------- | -- | -- | - | - | --- | -- | -- | ---- | ---- |
| 2005                   | Kanada 18              | MS-18                  | 4  | 2  | 2 | 0 | 249 | 11 | 0  | 2.65 | .894 |
| 2007                   | Kanada 20              | MSJ                    | 6  | 6  | 0 | 0 | 370 | 7  | 2  | 1.14 | .961 |
| 2014                   | Kanada                 | OH                     | 5  | 5  | 0 | 0 | 303 | 3  | 2  | 0.59 | .972 |
| 2016                   | Kanada                 | SP                     | 5  | 5  | 0 | 0 | 300 | 7  | 1  | 1.40 | .957 |
| Juniorská reprezentace | Juniorská reprezentace | Juniorská reprezentace | 10 | 8  | 2 | 0 | 619 | 18 | 2  | 1.74 | —    |
| Seniorská reprezentace | Seniorská reprezentace | Seniorská reprezentace | 10 | 10 | 0 | 0 | 603 | 10 | 3  | 0.99 | —    |